# 이독실
이독실(1982년 ~)은 대한민국의 과학 커뮤니케이터, 방송인이다.

## 방송

### 2014년
- 팟캐스트 지대넓얕 (2014~2017)

### 2016년
- 잡학다식한 남자들의 히든카드 M16

### 2017년
- F학점 공대형
- 왕과 여자
- 신동엽의 고수외전

### 2018년
- 상상식탁
- 어촌캠프
- 외계통신 - 진행
- 탐나는TV (2018~)

### 2019년
- JIBS 올레길 놀멍 쉬멍 걷다보면

### 2020년
- 도니스쿨
- 차이나피디아 (2020~)

### 2022년
- 독실한 대화 (2022~)